# Čečelovice
Čečelovice är en ort i Tjeckien.   Den ligger i regionen Södra Böhmen, i den västra delen av landet, 90 km sydväst om huvudstaden Prag. Čečelovice ligger 560 meter över havet och antalet invånare är 159.
Terrängen runt Čečelovice är huvudsakligen platt. Čečelovice ligger uppe på en höjd. Runt Čečelovice är det ganska glesbefolkat, med 47 invånare per kvadratkilometer. Närmaste större samhälle är Strakonice, 14,7 km sydost om Čečelovice. Omgivningarna runt Čečelovice är en mosaik av jordbruksmark och naturlig växtlighet.